# وسیله نقلیه خدماتی زمستانی

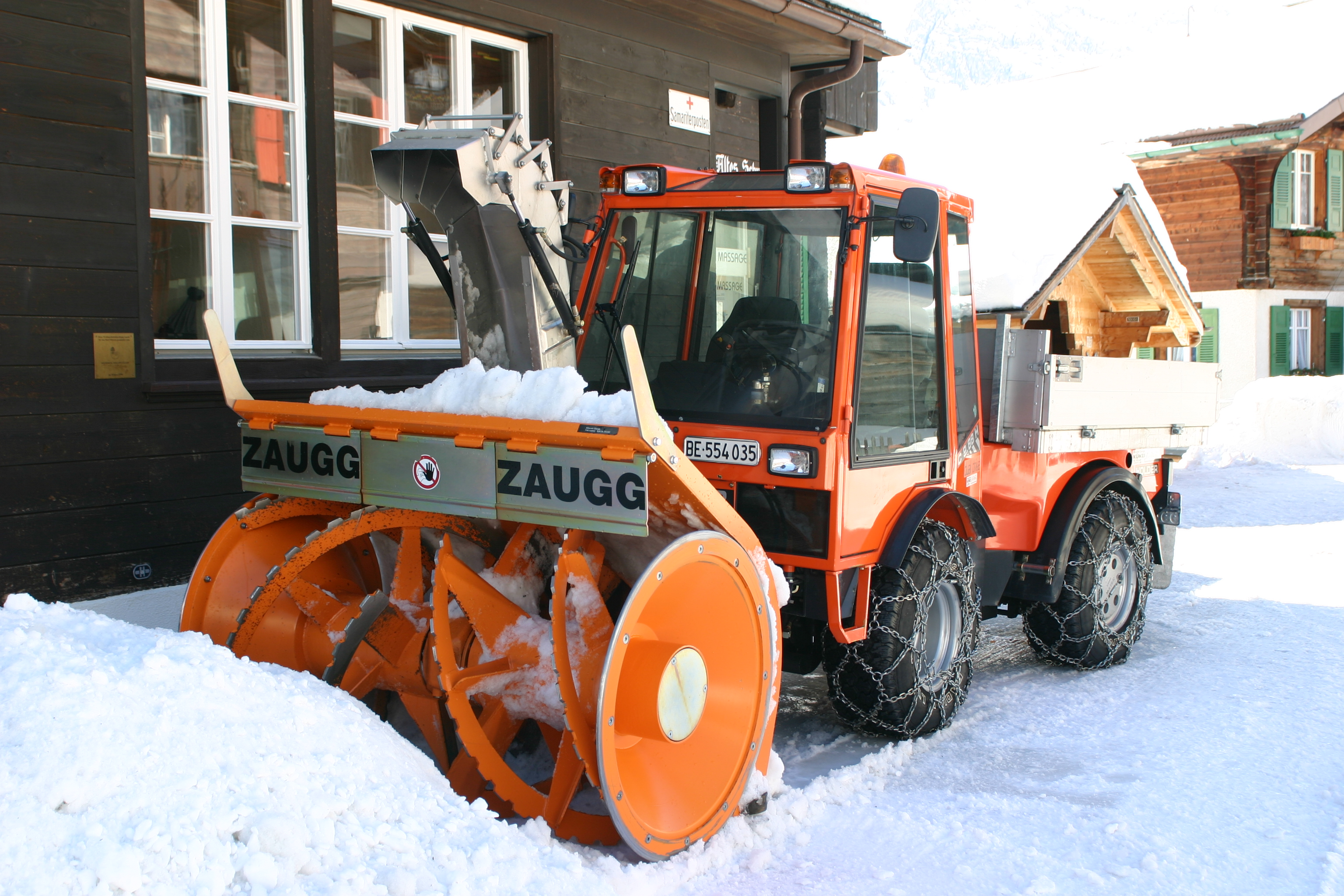

وسیله نقلیه خدماتی زمستانی وسیله نقلیه تخصصی است که برای پاکسازی برف و یخ از جاده‌ها، بزرگراه‌ها و سایر سطوح در فصل زمستان استفاده می‌شود. این وسایل نقلیه به‌طور معمول به اتصالات و وسایل مختلفی مانند برف روب، نمک پاش، برف گیر و برس مجهز هستند و برای کار در شرایط آب و هوایی سرد طراحی شده‌اند. آنها معمولاً توسط ادارات دولتی محلی یا ایالتی، پیمانکاران خصوصی و شرکت‌های تعمیر و نگهداری جاده برای اطمینان از سفر ایمن و روان در ماه‌های زمستان استفاده می‌شوند.
وسایل نقلیه سرویس زمستانی برای حفظ شرایط رانندگی ایمن در مناطق مستعد برف و یخبندان در زمستان ضروری هستند. این وسایل نقلیه بسته به نیاز منطقه خاص و نوع جاده‌هایی که باید پاکسازی شوند، در اندازه‌ها و طرح‌های مختلفی تولید می‌شوند. چند نمونه از خودروهای سرویس زمستانی عبارتند از:
1. برف روب: این کامیون‌ها مجهز به تیغه بزرگی در جلو هستند که برف را به کنار جاده می‌راند.
2. نمک پاش: از این وسایل نقلیه برای پخش سنگ نمک یا سایر عوامل یخ زدا در جاده‌ها برای ذوب شدن و جلوگیری از تشکیل یخ استفاده می‌شود.
3. برف دمنده‌ها: برف دمنده‌ها برای برف روبی از پیاده‌روها، معابر و مناطق کوچکتر استفاده می‌شوند.
4. جاروها: این وسایل نقلیه برای تمیز کردن معابر پس از برف روبی استفاده می‌شوند. آنها به حذف هرگونه آوار یا برف باقی مانده که ممکن است برای رانندگان خطرآفرین باشد، کمک می‌کنند.

وسایل نقلیه خدمات زمستانی معمولاً توسط متخصصان آموزش دیده که ساعت‌های طولانی در طول فصل زمستان کار می‌کنند تا اطمینان حاصل کنند که جاده‌ها برای سفر پاک و ایمن هستند، کار می‌کنند. استفاده از این وسایل نقلیه به جلوگیری از تصادفات و کاهش تاخیرهای ترافیکی ناشی از شرایط جوی زمستانی کمک می‌کند.